# Belos bán
Belos bán vagy Belus bán 12. században élt, szerb származású magyar hadvezér, nádor, horvát-dalmát bán. Ilona királyné öccse, I. Uros szerb nagyzsupán fia. Születésének és halálának körülményei ismeretlenek. Becslés szerint 1110 körül született és feltételezés szerint 1163. június 19-én egy Székesfehérvár mellett vívott csatában halt meg.
Belos Ilona királyné kíséretében érkezett Magyarországra és II. Béla hatalomra jutását követően kapott szerepet az ország irányításában. Rövid idő múlva horvát-dalmát bán lett és Ilona királynéval együtt II. Béla politikájának egyik alakítójává vált. Jelentős része volt az Álmos-ági konszolidáció sikerében. Feltételezhetően ott volt az 1131. évi aradi országos gyűlésen, ahol Ilona királyné leszámolt a vak király ellenzékével. Valószínűleg ő vezette a magyar csapatokat 1132. július 22-én, a Sajó folyó völgyében vívott csatában, ahol II. Béla legyőzte a Borisz trónra juttatására érkezett lengyel csapatokat. II. Béla vaksága miatt teljesen ki volt szolgáltatva környezetének, a hatalmat bizonyosan nem ő, hanem felesége, Ilona királyné, valamint szűkebb környezete gyakorolta. Ebbe a szűk csoportba tartozott Ilona testvéreként Belos bán is.
Jelentősége a magyar belpolitikában II. Béla halála után sem csökkent, mert II. Géza tizenegy évesen került a magyar trónra és 1146-os felnőtté avatásáig továbbra is ténylegesen Belos és Ilona királyné irányította a magyar politikát. A Magyar Királyság ebben az időszakban beavatkozott az orosz belviszályokba és a magyar segélyhadakat többször is – 1141-ben és 1144-ben bizonyosan – Belos vezette. A bán jó hadvezérnek is bizonyult, 1146. szeptember 11-én a Fischa menti csatában jelentős szerepe volt a magyar győzelem kivívásában. A Képes krónika tudósítása szerint a csatában „a király úr anyai nagybátyja, az ezer embere között is dicső, akit Bele bánnak neveztek, a teutonok csapataira rontva szemtől szembe keményen áttört rajtuk, és nagy pusztítást vitt végbe köztük.”
Érdemei elismeréseként Belos az ország király után második legnagyobb hatalmú embere lett, 1146 és 1157 márciusa között ő töltötte be a nádori tisztet. Az 1150-es évekre a magyar király belpolitikai helyzete rosszabbra fordult, László és István herceg személyében trónkövetelők léptek fel ellene. Belos István herceg, a későbbi IV. István pártjára állt és 1157-ben, amikor István merényletet kísérelt meg II. Géza ellen, neki is menekülnie kellett. Belos valószínűleg Szerbiába menekült, ahol testvére, II. Uros volt a nagyzsupán. 
1163-ban IV. Istvánnal visszatért Magyarországra. Rövid időre valószínűleg ismét országos befolyása lett. Az 1163. június 19-én Székesfehérvár mellett vívott csatában azonban véget ért IV. István uralma és – mivel a forrásokban a csata után már nem említik – feltehetően ebben a csatában halt meg Belos bán is.